# مجلس المياه العالمي
المجلس العالمي للمياه هو مؤسسة أبحاث دولية تأسست في عام 1996، ويقع مقرها في مرسيليا، فرنسا. ولديها 341 عضوًا (مارس 2017) والتي تضم منظمات من الأمم المتحدة والمنظمات الحكومية الدولية والقطاع الخاص (شركات البناء والهندسة والتصنيع) والحكومات والوزارات والمؤسسات الأكاديمية والمنظمات الدولية والحكومات المحلية وجماعات المجتمع المدني. يضم المؤسسون وأعضاء المجلس العالمي للمياه اللجنة الدولية للري والصرف، والاتحاد الدولي لحفظ الطبيعة (IUCN)، والرابطة الدولية للمياه (IWA)، و AquaFed (الإتحاد الدولي لمشغلي المياه الخاصة)، والسويس. Lyonnaise des Eaux ، ووكالات الأمم المتحدة مثل اليونيسكو (بالإنجليزية: UNESCO) وبرنامج الأمم المتحدة الإنمائي (بالإنجليزية: UNDP) ، والبنك الدولي.
وتتمثل مهمتها المعلنة في تعزيز الوعي وبناء الالتزام السياسي وتحريك العمل بشأن قضايا المياه الحرجة على جميع المستويات، بما في ذلك أعلى مستوى لاتخاذ القرار، لتسهيل الحفاظ على المياه وحمايتها وتنميتها وتخطيطها وإدارتها واستخدامها بكفاءة. جميع أبعادها على أساس مستدام بيئياً لصالح جميع أشكال الحياة على الأرض.
ينظم المجلس العالمي للمياه كل عام ثلاث سنوات المنتدى العالمي للمياه بالتعاون الوثيق مع سلطات الدولة المضيفة. المنتدى هو أكبر حدث دولي في مجال المياه. انعقد المنتدى العالمي السادس للمياه في مرسيليا بفرنسا في عام 2012 والمنتدى العالمي السابع للمياه في دايجو غيونغبوك، جمهورية كوريا الجنوبية، في أبريل 2015. وقد تم عقد المنتدى العالمي الثامن للمياه القادم في برازيليا، البرازيل، من 18 إلى 23 مارس 2018 تحت شعار «تقاسم المياه».
يتم تمويل المجلس العالمي للمياه في المقام الأول من خلال رسوم العضوية، ويتم تقديم دعم إضافي من قبل مدينة مرسيليا المضيفة. يتم تمويل مشاريع وبرامج محددة من خلال التبرعات والمنح المقدمة من الحكومات والمنظمات الدولية والمنظمات غير الحكومية.

## توزيع الكليات والعضوية (اعتبارًا من مارس 2017)
ينقسم أعضاء مجلس المياه العالمي إلى 5 كليات:
- الكلية 1: المؤسسات الحكومية الدولية - 4٪
- الكلية 2: الحكومات والهيئات الحكومية - 23٪
- الكلية 3: الشركات والمرافق - 30٪
- الكلية 4: منظمات المجتمع المدني وجمعيات مستخدمي المياه - 17٪
- الكلية 5: الجمعيات المهنية والمؤسسات الأكاديمية - 26٪

## وصلات خارجية
- المنتدى العالمي الثامن للمياه (البرازيل 2018)
- المنتدى العالمي السابع للمياه (كوريا 2015)
- المنتدى العالمي السادس للمياه (مارسيليا، فرنسا 2012)
- المنتدى العالمي الخامس للمياه (أسطنبول، تركيا 2009)
- World Water Council
- قسم المياه والإيواء - موقع اللجنة الدولية للصليب الأحمر نسخة محفوظة 20 أبريل 2010 على موقع واي باك مشين.
- المنتدى العالمي الرابع للمياه (المكسيك 2006)
- مداح باتكار في المنتدى العالمي الثاني للمياه، لاهاي، مارس 2000